# Skigebiet Tschiertschen
Das Skigebiet Tschiertschen ist ein Skigebiet in Tschiertschen (Gemeinde Chur) im Kanton Graubünden in der Schweiz, das von den Bergbahnen Tschiertschen AG betrieben wird. Der Höhenunterschied beträgt 1026 m (von 1355 m ü. M. bis 2381 m ü. M.). Die 32 präparierten Pistenkilometer sind durch 5 Liftanlagen erschlossen.

## Geografie
Das Skigebiet Tschiertschen erstreckt sich vom Hang oberhalb des Dorfes bis zu den Hüenerchöpfen, die Jochalp und die Ostflanke des 2441 m hohen Gürgaletsch, der die höchste Erhebung des Skigebiets ist.

## Geschichte
Bereits 1952 entstand in Tschiertschen der erste Skilift (System Vogler), der vom südlichen Dorfrand bis zur 1830 m hohen Waldstafel führte. Dieser von Karl Brändle konstruierte Lift hatte jedoch keine lange Lebenszeit und wurde nach nur 11 Jahren Betrieb 1963 durch einen konventionellen Bügelschlepplift von Oehler mit höherer Förderleistung ersetzt. Im Gegensatz zu seinem Vorgänger führte dieser Lift allerdings nicht bis zur Waldstafel, sondern zu den oberhalb davon gelegenen Hüenerchöpfen. Durch die Verlängerung konnten einige zusätzliche Pisten erschlossen werden. 1970 kam der Skilift Zalaus hinzu, der den untersten Teil der Piste des bestehenden Skilifts miteinschloss, um eine Anfängermöglichkeit bieten zu können.
Im Jahr 1978 wurde das Skigebiet durch die beiden Schlepplifte Jochalp und Gürgaletsch grosszügig erweitert, sodass es nun die doppelte Grösse aufwies. Ersterer erschliesst das Churer Joch, an dem sich bereits damals das Bergrestaurant Jochalp befand, von der Prader Alp aus und ist mehrheitlich flach trassiert, weist aber auch einige kurze steilere Abschnitte auf. Im gleichen Zug wurde ein bestehender Skilift von Gerhard Müller auf der Westseite des Churer Jochs stillgelegt, der zuvor den Gästen der Jochalp diente. Der Schlepplift Gürgaletsch führt dagegen vom Maiensäss Farur bis kurz unterhalb des Gipfelgrats des gleichnamigen Bergs, die Bergstation befindet sich dabei auf 2381 m, was 40 Höhenmeter unterhalb des Gipfels ist. Der Gürgaletschlift ist wesentlich steiler als die baugleiche Anlage an der Jochalp und erschliesst auch die einzigen schwarzen Pisten des Skigebiets. Beide Schlepplifte wurden von Von Roll nach Bauweise der kurz zuvor übernommenen Firma Bühler gebaut.
Daraufhin wurde lange nichts in die Infrastruktur des Skigebiets investiert, was sich um die Jahrtausendwende bemerkbar machte. Der Schlepplift Hüenerchöpf war viel zu lang und zu steil, ein Fussgängertransport war ebenso nicht möglich. Zudem musste bei wenig Schnee im Dorf das ganze Skigebiet den Betrieb einstellen, da ein Schlepplift Schnee in der Liftspur benötigt, um Wintersportler den Berg hinaufzuziehen.
So suchte man nach einer passenden Lösung, um den Lift durch ein bodenunabhängiges Seilbahnsystem zu ersetzen. Die benötigten finanziellen Mittel konnten jedoch anfangs nicht aufgebracht werden, weswegen das Projekt zu scheitern drohte. Glücklicherweise konnte die Finanzierung dann aber doch noch sichergestellt werden, sodass der inzwischen knapp 40-jährige Skilift 2001 abgebaut und ersetzt werden konnte. Um den beliebteren und schneesichereren oberen Teil separat zu erschliessen, wurde die Strecke in zwei Sektionen Vierersesselbahn aufgeteilt. Die untere, kuppelbare Sektion führt auf der Trasse des Vorgängers bis zur Waldstafel, wo bereits der Lift aus den 1950er-Jahren endete, die kürzere obere Sektion führt als fixgeklemmte Anlage auf einer komplett neuen Strecke von Spinezman zu den Hüenerchöpfen, wobei sich die Bergstation etwas oberhalb der bisherigen befindet. Beide Sesselbahnen wurden von der Firma Leitner aus Sterzing in Südtirol gebaut, die obere davon ist bis heute die einzige fixgeklemmte Vierersesselbahn des Herstellers in der gesamten Schweiz. Seit 2001 werden mit der Sesselbahn Waldstafel auch Fussgänger und Schlittler der neu eröffneten Rodelbahn transportiert.
Da es mit der Sesselbahn Hüenerchöpf nun eine neue Übungsmöglichkeit gab, wurde der Zalauslift obsolet und im folgenden Sommer rückgebaut. Etwa an dessen Talstation befindet sich heute wieder ein Übungslift in Form eines Seillifts (Skilift mit niederer Seilführung).

### Anbindung an Arosa-Lenzerheide
Aufgrund der Nähe zum benachbarten grossen Skigebiet Arosa gab es immer wieder Anläufe, Tschiertschen an dieses anzubinden. Bereits in den 70er- und 80er-Jahren gab es dazu Pläne für Skilifte durch das Urdental, mit denen auch die Skigebietsverbindung Arosa Lenzerheide stattgefunden hätte. Da sich die Gemeinde Arosa jedoch dagegen aussprach, wurde ab 1993 eine Variante einer Skigebietsverbindung Tschiertschen – Lenzerheide geprüft, die durch eine Gondelbahn von Churwalden auf das Churer Joch sichergestellt werden sollte. Nachdem Arosa 1996 wieder in das Projekt einstieg, legte man fest, dass die Verbindung Arosa – Lenzerheide bevorzugt werden sollte. Als Ausgleich dazu wurde 2002 von den Lenzerheide Bergbahnen und den Arosa Bergbahnen die Entschuldung der seit dem Bau der neuen Sesselbahnen stark verschuldeten Bergbahnen Tschiertschen AG vorangetrieben. Nach mehreren Rückschlägen wurde 2013 schliesslich die Urdenbahn gebaut, die Arosa und die Lenzerheide zusammenschliesst und dabei fast vollständig im Gemeindegebiet von Tschiertschen steht.
Da die Bergbahnen Tschiertschen AG weiterhin Verluste machten, wurde 2019 eine neue Variante der Anbindung an das benachbarte Grossskigebiet vorgestellt. Dabei handelt es sich um eine Pendelbahn von Tschiertschen auf das Weisshorn, das von Arosa aus bereits seit vielen Jahrzehnten mit einer Seilbahn erschlossen ist. Bei einer Bevölkerungsumfrage im August 2019 sprachen sich 89 % für eine Machbarkeitsstudie für eine solche Seilbahn inklusive Rückführpiste durch das Urdental aus. Diese fiel weitgehend positiv aus, sodass es nur noch der Zustimmung der Einwohner von Tschiertschen-Praden bedarf. Die Umweltverbände laufen allerdings gegen die Piste im Urdental Sturm, weswegen sich das Projekt voraussichtlich noch weiter in die Länge zieht.
Der Betrieb der bisherigen Anlagen ist durch Aktienkapitalerhöhung der Bergbahnen Tschiertschen AG im Jahr 2023 für die kommenden Jahre gesichert.

## Liftanlagen
| Liftname    | Seilbahntyp                 | Hersteller | Baujahr       | Länge  | Höhenunterschied | Förderleistung | Geschwindigkeit | Fahrzeit | Höhe Talstation | Höhe Bergstation |
| ----------- | --------------------------- | ---------- | ------------- | ------ | ---------------- | -------------- | --------------- | -------- | --------------- | ---------------- |
| Waldstafel  | kuppelbare 4er-Sesselbahn   | Leitner    | 2001          | 1395 m | 475 m            | 1800 p/h       | 5 m/s           | 3,6 min  | 1355 m          | 1830 m           |
| Hüenerchöpf | fixgeklemmte 4er-Sesselbahn | Leitner    | 2001          | 940 m  | 310 m            | 1200 p/h       | 2,3 m/s         | 6,8 min  | 1720 m          | 2030 m           |
| Gürgaletsch | Schlepplift                 | Von Roll   | 1978          | 1300 m | 479 m            | 750 p/h        | 3,5 m/s         | 6,2 min  | 1902 m          | 2381 m           |
| Jochalp     | Schlepplift                 | Von Roll   | 1978          | 770 m  | 202 m            | 600 p/h        | 2,5 m/s         | 5,1 min  | 1835 m          | 2037 m           |
| Ponylift    | Seillift                    | Sunkid     | nicht bekannt | 60 m   | 11 m             | 720 p/h        | 2 m/s           | 0,5 min  | 1377 m          | 1388 m           |

## Pisten und Freeride-Routen
Das Skigebiet Tschiertschen umfasst 32 Pistenkilometer aller Schwierigkeitsgrade. Diese teilen sich wie folgt auf: 16,5 km blau, 12 km rot und 3,5 km schwarz. Des Weiteren gibt es einige Freeride-Routen, darunter Freeride 1000 mit 1000 Meter Höhenunterschied (Gürgaletsch-Tschiertschen).
| Nr.       | Name             | Schwierigkeitsgrad | Länge      | Höhenunterschied |
| --------- | ---------------- | ------------------ | ---------- | ---------------- |
| 1         | Furgglis         | einfach (blau)     | ca. 8 km   | ca. 560 m        |
| 2         | Spinazman        | mittelschwer (rot) | ca. 3 km   | ca. 370 m        |
| 3         | Spina            | mittelschwer (rot) | ca. 3 km   | ca. 390 m        |
| 4         | Gruebe           | einfach (blau)     | ca. 2 km   | ca. 200 m        |
| 5         | Joch/Prada Spina | einfach (blau)     | ca. 4,5 km | ca. 400 m        |
| 6         | Früheschluecht   | mittelschwer (rot) | ca. 3,5 km | ca. 670 m        |
| 7         | Jakobi           | schwer (schwarz)   | ca. 2 km   | ca. 400 m        |
| 8         | Fupps            | einfach (blau)     | ca. 0,5 km | ca. 100 m        |
| 9         | Zalaus           | einfach (blau)     | ca. 1 km   | ca. 180 m        |
| 10        | Alpina-Parkplatz | mittelschwer (rot) | ca. 1 km   | ca. 200 m        |
| 11        | Joch             | mittelschwer (rot) | ca. 1,5 km | ca. 210 m        |
| keine Nr. | Black Jack       | schwer (schwarz)   | ca. 1,5 km | ca. 410 m        |
| keine Nr. | easy way down    | einfach (blau)     | ca. 0,5 km | ca. 100 m        |

| Name            | Länge      | Höhenunterschied |
| --------------- | ---------- | ---------------- |
| Freeride 1000   | ca. 4 km   | ca. 1040 m       |
| Freeride Praden | ca. 3 km   | ca. 800 m        |
| Buckelpiste     | ca. 0,5 km | ca. 200 m        |

## Snowparks
Bis zur Wintersaison 2013/14 gab es am Schlepplift Jochalp regelmässig einen grösseren Snowpark. Wegen zu wenig Schnee in den darauffolgenden Wintern sowie finanziellen Engpässen der Bergbahnen wurde der Snowpark seitdem nicht mehr aufgebaut.
Anstelle dessen gibt es nun an der Bergstation der Sesselbahn Waldstafel einen Kinder-Funpark mit kleinen Hügeln. Ausserdem werden seit einiger Zeit die sogenannten Natural Snowparks beworben. Diese sind natürliche Hügel oder Rinnen, die als kleine Snowparks genutzt werden können.

## Rodelbahn
An der Sesselbahn Waldstafel befindet sich eine knapp 4 Kilometer lange Rodelbahn, die mit Schlitten oder den aus Tschiertschen stammenden Gögeln befahren werden kann. Dabei handelt es sich um einen einzelnen Ski, auf dem eine Sitzgelegenheit aus Holz montiert ist. Wer die Gögel benutzen möchte, sollte ein gutes Gleichgewichtsgefühl haben.